# Squadriglia di Ro.1 Libica
La Squadriglia di Ro.1 Libica della Regia Aeronautica è attiva dal 8 gennaio 1935 all'Aeroporto di Benina con aerei IMAM Ro.1.

## Storia

### Guerra d'Etiopia
L’8 gennaio 1935 una sezione di 5 IMAM Ro.1 dell’Aviazione della Tripolitania, arrivata dall'Aeroporto di Tripoli, va a all'Aeroporto di Benina vicino a Bengasi, dove con altra sezione di 4 aerei di Bengasi, viene creata la Squadriglia libica, su 9 aerei Ro.1, comandata dal capitano pilota Gustavo Iadanza. 
Il 19 gennaio 1935 il reparto arriva ad Asmara (poi Aeroporto Internazionale di Asmara).
Al 1 febbraio era nel Gruppo misto del Comando aeronautica dell'Africa orientale italiana.
Al 15 gennaio 1936 è all'Aeroporto di Macallè nel I Gruppo nell'ambito della Guerra d'Etiopia.
Il 31 dicembre 1937 la Squadriglia Ro.1 libica viene sciolta ed assorbita dalla 34ª Squadriglia.